# Kříž za vojenskou chrabrost (Senegal)
Kříž za vojenskou chrabrost (francouzsky: Croix de la Valeur Militaire) je státní vyznamenání Senegalské republiky založené roku 1968.

## Historie a pravidla udílení
Vyznamenání bylo založeno zákonem č. 68-109 ze dne 1. února 1968. Kříž je udílen za činy odvahy v dobách míru i během války.

## Popis medaile
Medaile má tvar bronzového maltézského kříže s cípy zakončenými kuličkami. Kříž je položen na vavřínovém věnci. Uprostřed je pěticípá hvězda s kulatým medailonem uprostřed. V medailonu je vyobrazen lev. Na zadní straně je uprostřed vyražen kruhový medailon s nápisem R. S. Při vnějším okraji medailonu je v horní části nápis VALEUR a ve spodní části nápis MILITAIRE.
Stuha je vínově červená se třemi úzkými pruhy v barvách žluté, černé a žluté uprostřed. Na stuze je připevněna bronzová spona ve tvaru vavřínové ratolesti.